# Tomás Soller

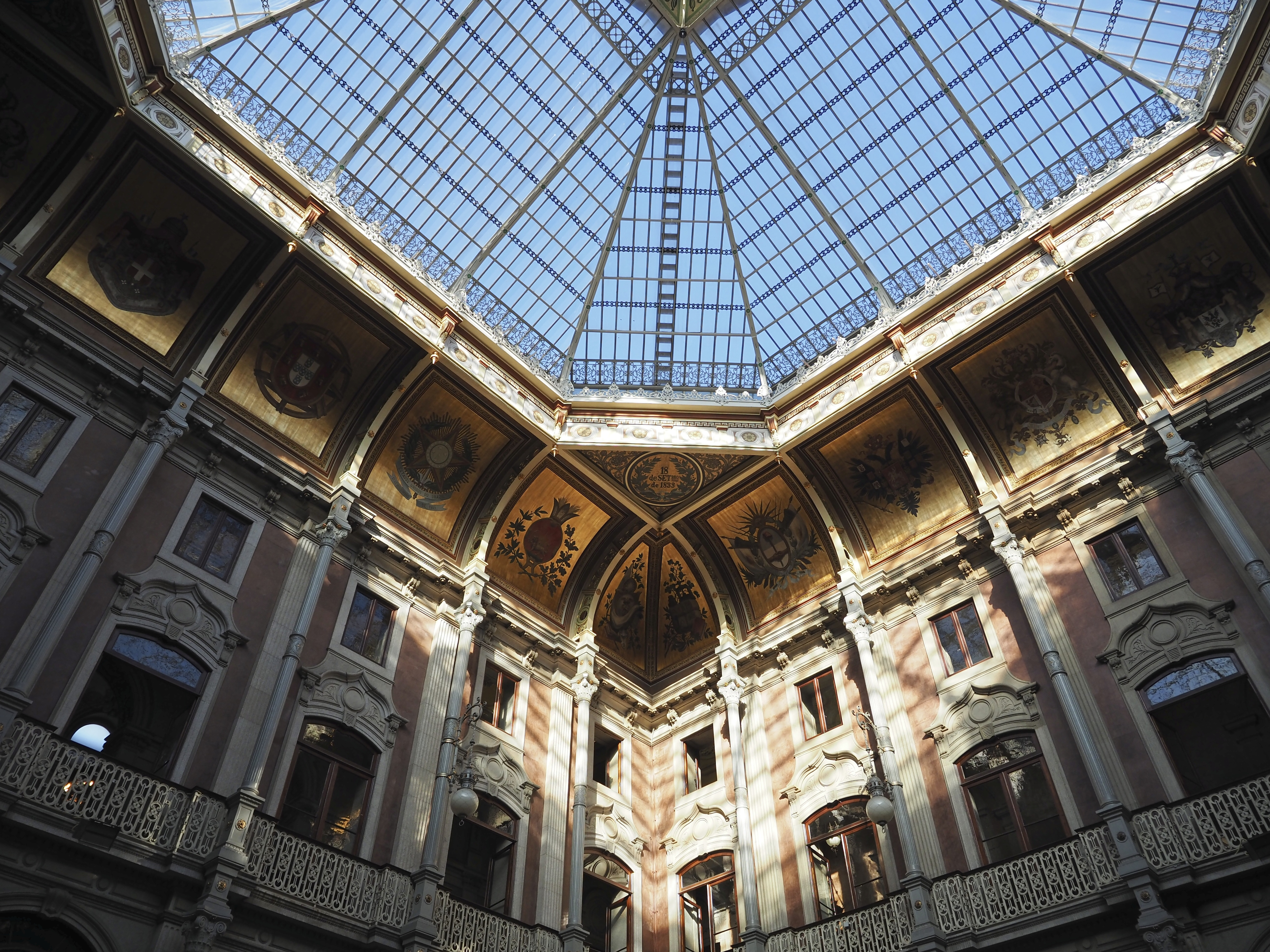
Pátio das Nações no Palácio da Bolsa

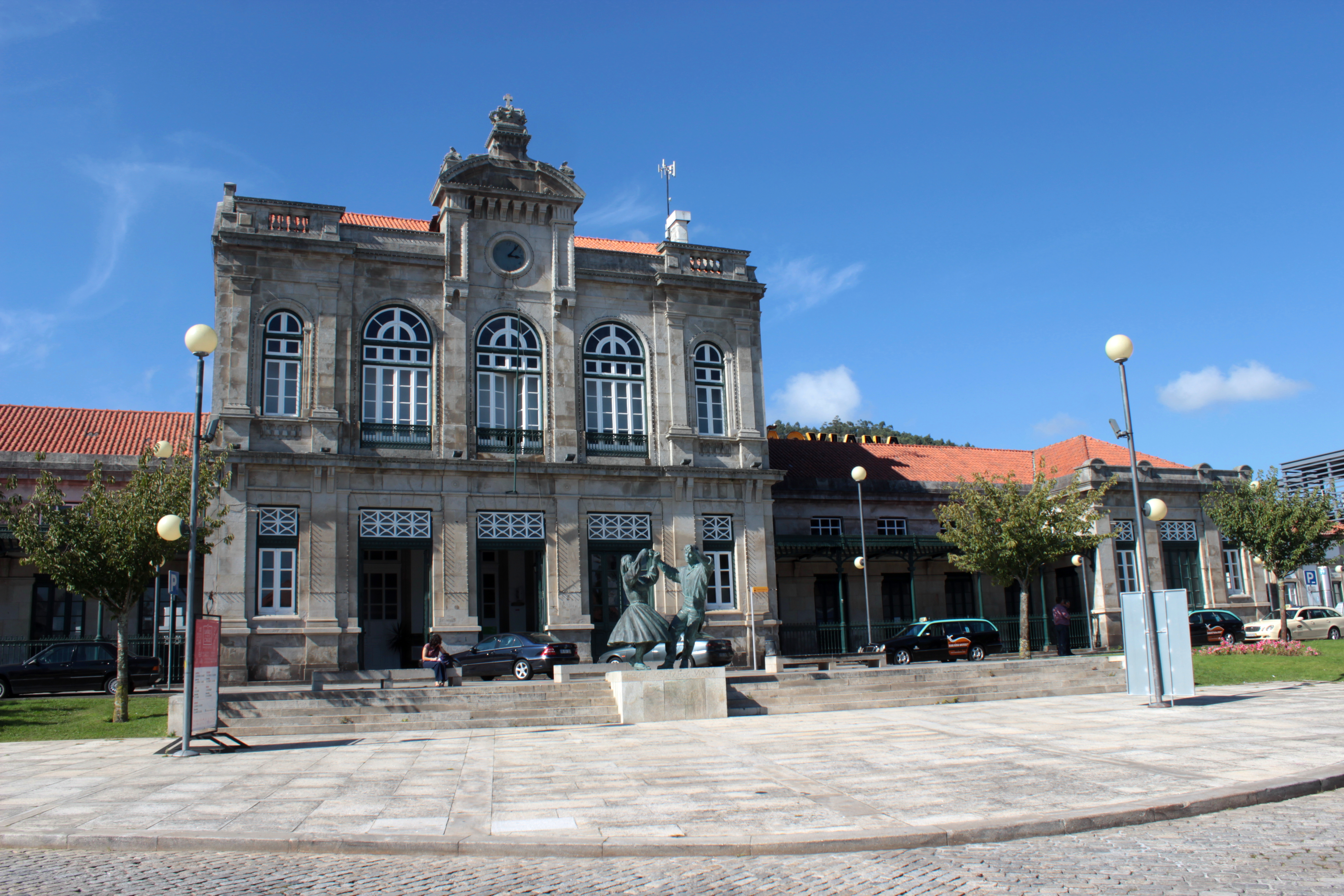
Estação ferroviária de Viana do Castelo

Tomás Augusto Soller (Porto, 29 de março de 1848 — Porto, 12 de junho de 1883) foi um arquiteto português.

## Biografia
Era filho do professor de música António Maria Soller. Iniciou os seus estudos na Academia Portuense de Belas Artes em 1862, completando o curso de arquitetura em 1867, sendo reconhecido pelo seu grande talento.
Ainda com o curso de Arquitetura incompleto, em Abril de 1867 participou nos dois primeiros concursos realizados na Academia Portuense de Belas Artes para o lugar de pensionista do Estado no estrangeiro nas categorias de Escultura e de Arquitetura, nos quais foi preterido respetivamente para António Soares dos Reis e para José Geraldo da Silva Sardinha. Não obstante, Tomás Soller foi escolhido para representar o Curso de Arquitetura da Academia numa visita de estudo financiada pela Associação Comercial Portuense ao setor artístico da Exposição Universal de Paris. Aproveitando esta ocasião, Tomás Soller permaneceu em Paris durante nove meses, tendo trabalhado no ateliê de Charles-Auguste Questel, que comprovou o seu especial talento.
Após o seu regresso a Portugal e a conclusão dos seus estudos, Tomás Soller desempenha o cargo de arquiteto ao serviço dos Caminhos-de-ferro do Minho e do Douro. Neste contexto, projeta o edifício da Estação Ferroviária de Viana do Castelo, incluída no troço da Linha do Minho cujas obras são coordenadas pelo engenheiro Alfredo Soares.

Teve a seu cargo igualmente as obras do Palácio da Bolsa, substituindo o engenheiro Gustavo Adolfo Gonçalves de Sousa, e de remodelação do recinto do Palácio de Cristal.

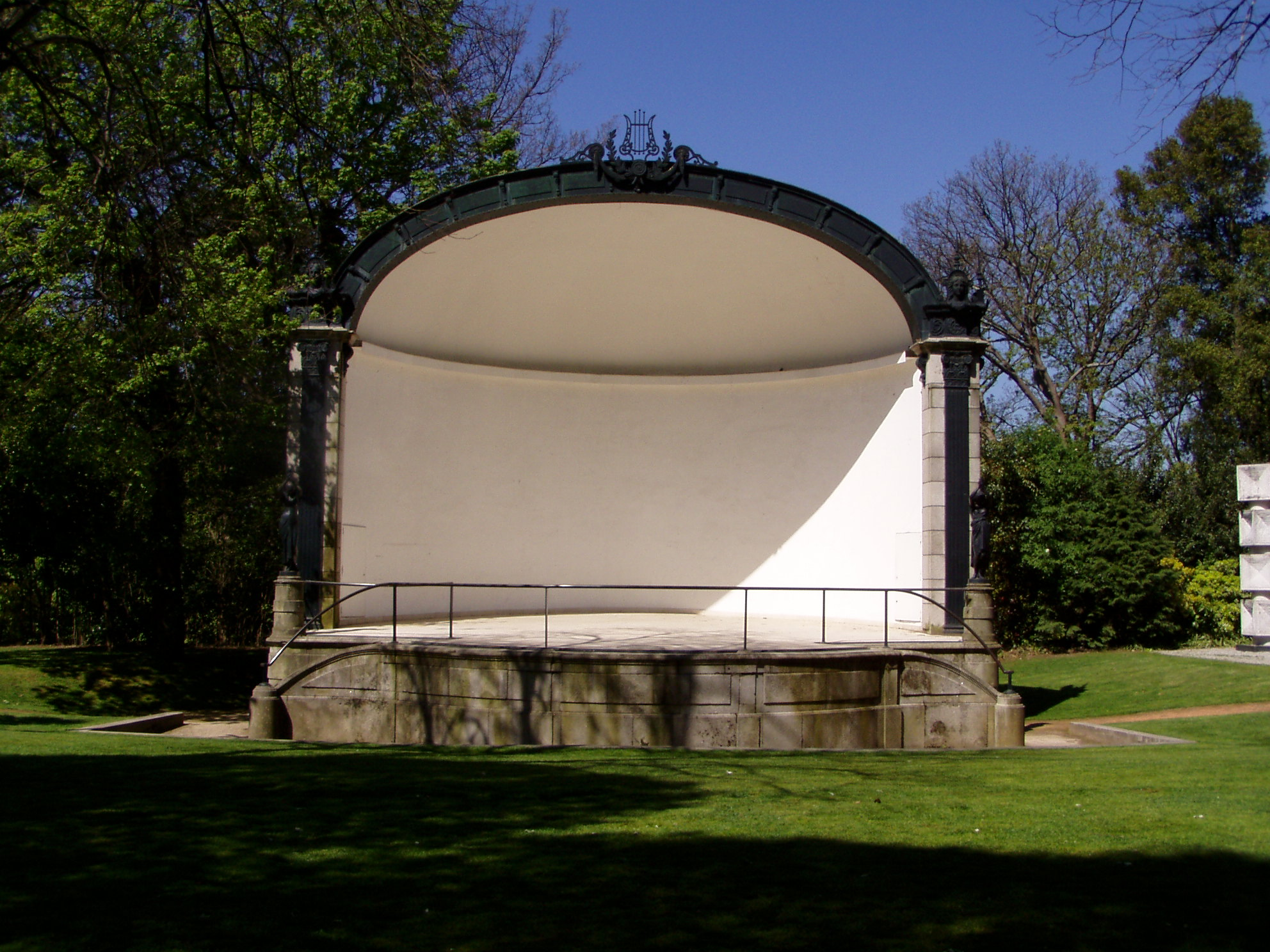
Concha Acústica nos jardins do Palácio de Cristal

Foi nomeado Académico de Mérito da Real Academia de Belas Artes de Lisboa e da Academia Portuense de Belas Artes. Foi igualmente sócio-fundador do Centro Artístico Portuense, grupo cultural dentro do qual dirigiu a revista "Arte Portuguesa", conjuntamente com Marques de Oliveira, Soares dos Reis, e Joaquim de Vasconcelos, na qual publica alguns dos seus projetos.

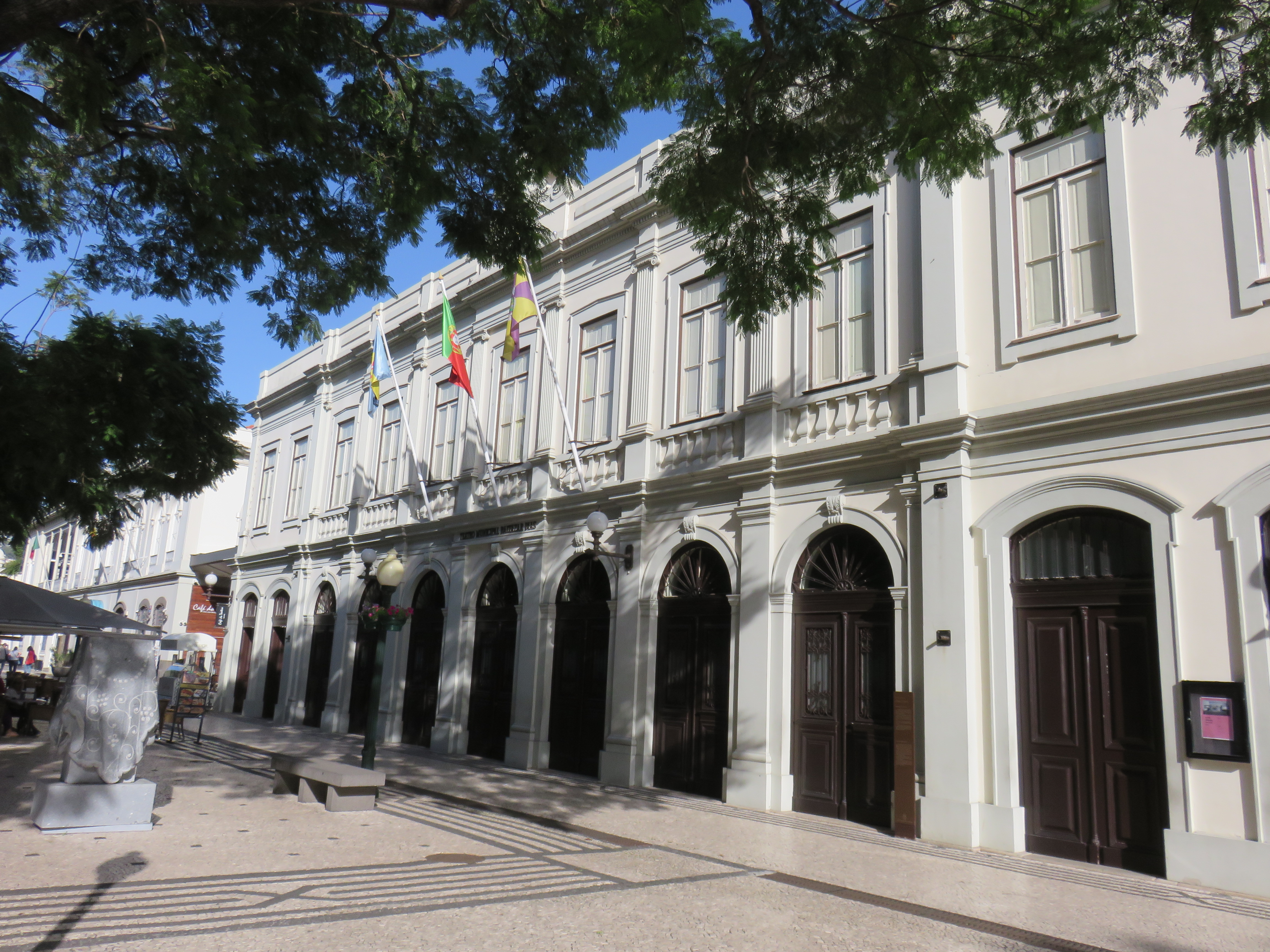
Teatro Municipal Baltazar Dias, Funchal.

## Algumas obras
- Estação ferroviária de Viana do Castelo, 1878-1882.
- Pátio das Nações do Palácio da Bolsa, Porto, 1880.
- Concha Acústica nos jardins do Palácio de Cristal, Porto.
- Banco Aliança, Porto, 1883-1884.
- Teatro Municipal Baltazar Dias, Funchal (completado postumamente pelo engenheiro José Macedo de Araújo Júnior).